# Kurilpa Bridge
Die Kurilpa Bridge ist eine Fußgänger- und Fahrradbrücke über den Brisbane River in Brisbane im australischen Bundesstaat Queensland.
Sie verbindet den Central Business District (CBD) mit dem Kurilpa Point Park in South Brisbane. Sie beginnt in der Tank Street, überquert den North Quay, den Riverside Expressway, den Bicentennial Bikeway und den Brisbane River und endet an seinem Südufer mit einer fast 270°-Kurve im Kurilpa Point Park, wo sie auch an den Kulturdistrikt QAGOMA mit der Queensland Art Gallery und der Gallery of Modern Art anbindet.
Die am 4. Oktober 2009 von Premierministerin Anna Bligh eröffnete Brücke ist 470 m lang und hat eine 6,5  m breite Geh- und Fahrbahn, deren nördliche Hälfte durchgehend von einem Sonnenschutz überdacht wird. Über dem Strompfeiler bieten zwei große Balkone mit Notfalltelefonen und eigenem Sonnenschutz genügend Platz für eine Rast, an zwei kleineren Ausbuchtungen gibt es ebenfalls Notfalltelefone, in der Nähe der beiden Enden außerdem Wasserspender.
Die Brückendurchfahrtshöhe beträgt 5,3 m über dem Riverside Expressway und 11 m über dem Fluss.
Die von Arup und Cox Rainer Architects entworfene und von Baulderstone zwischen 2007 und 2009 erstellte Brücke ist die weltweit größte Brücke, die weitgehend auf den von Buckminster Fuller entwickelten Prinzipien der Tensegrity beruht. Der 90 cm starke Fahrbahnträger besteht aus einem Stahlrahmen, der durch ein flaches Fachwerk versteift wird, und einer dünnen Betondecke. Er wird von den Betonpfeilern gestützt, aber hauptsächlich hängt er an einer Struktur aus Stäben und Seilen, die das Tensegrity-System bilden. Die Sonnenschutzdächer hängen an einem eigenen Tensegrity-System innerhalb des großen Systems.
Die Brücke hat ein ebenfalls von Arup gestaltetes mehrfarbiges LED-Beleuchtungssystem, das von Sonnenenergie gespeist wird.
Sie hat das Hochwasser vom 10. Januar 2011 unbeschadet überstanden, musste allerdings wegen einer teilweisen Überschwemmung der Zuwege vorübergehend geschlossen werden.
Im selben Jahr wurde sie im Rahmen der World Architecture Festival (WAF) Awards als World’s Best Transport Building ausgezeichnet.

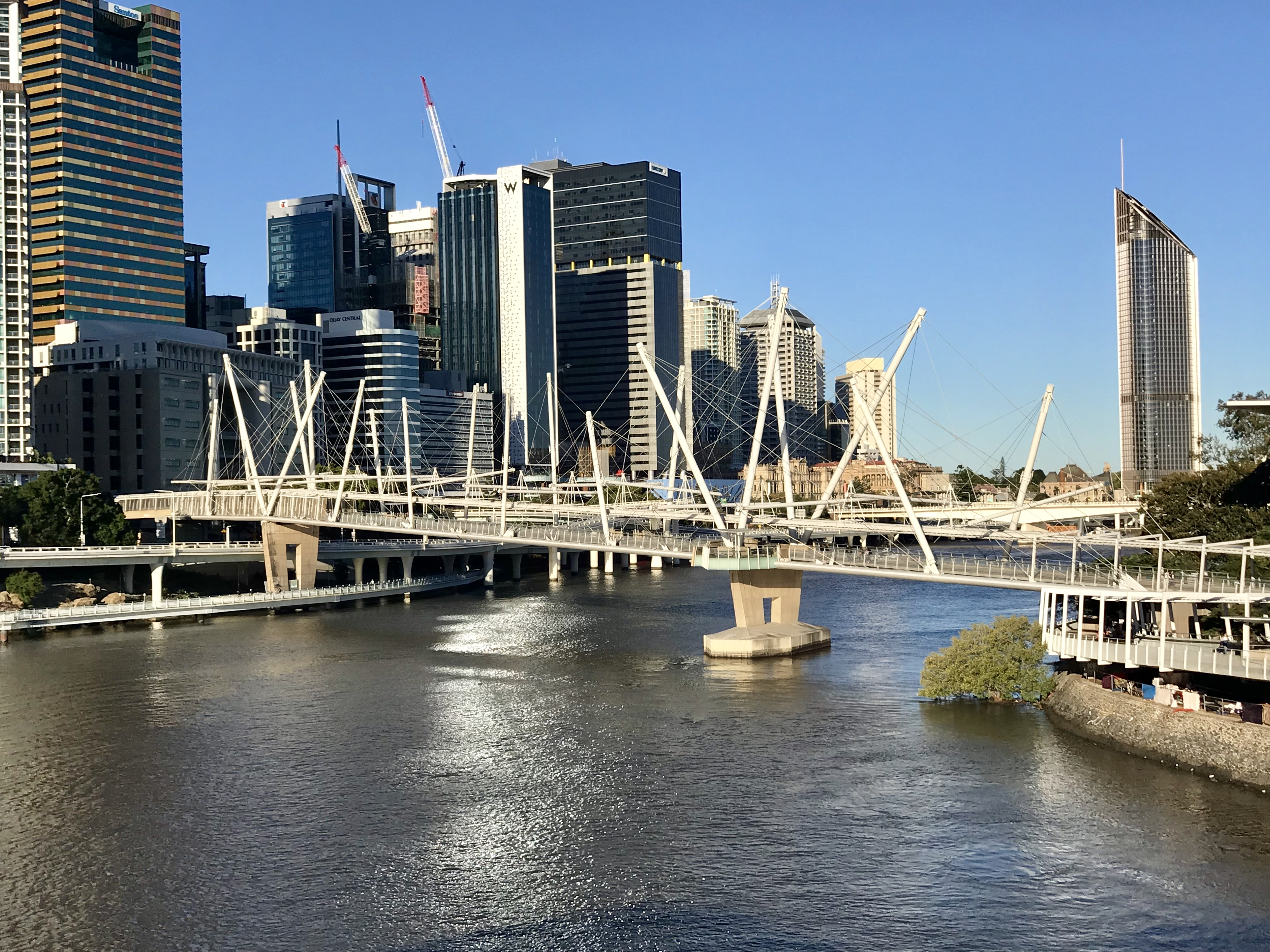
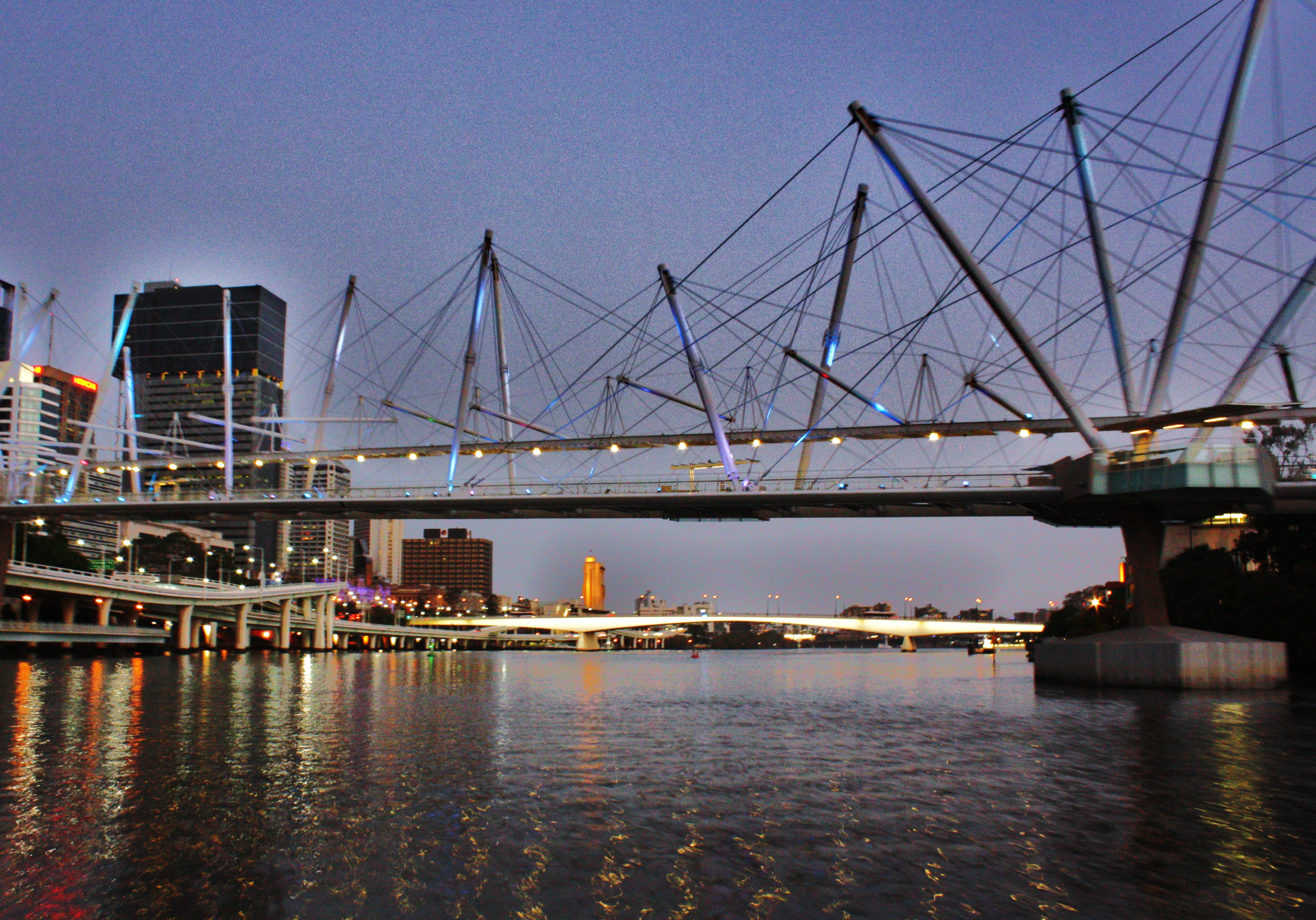
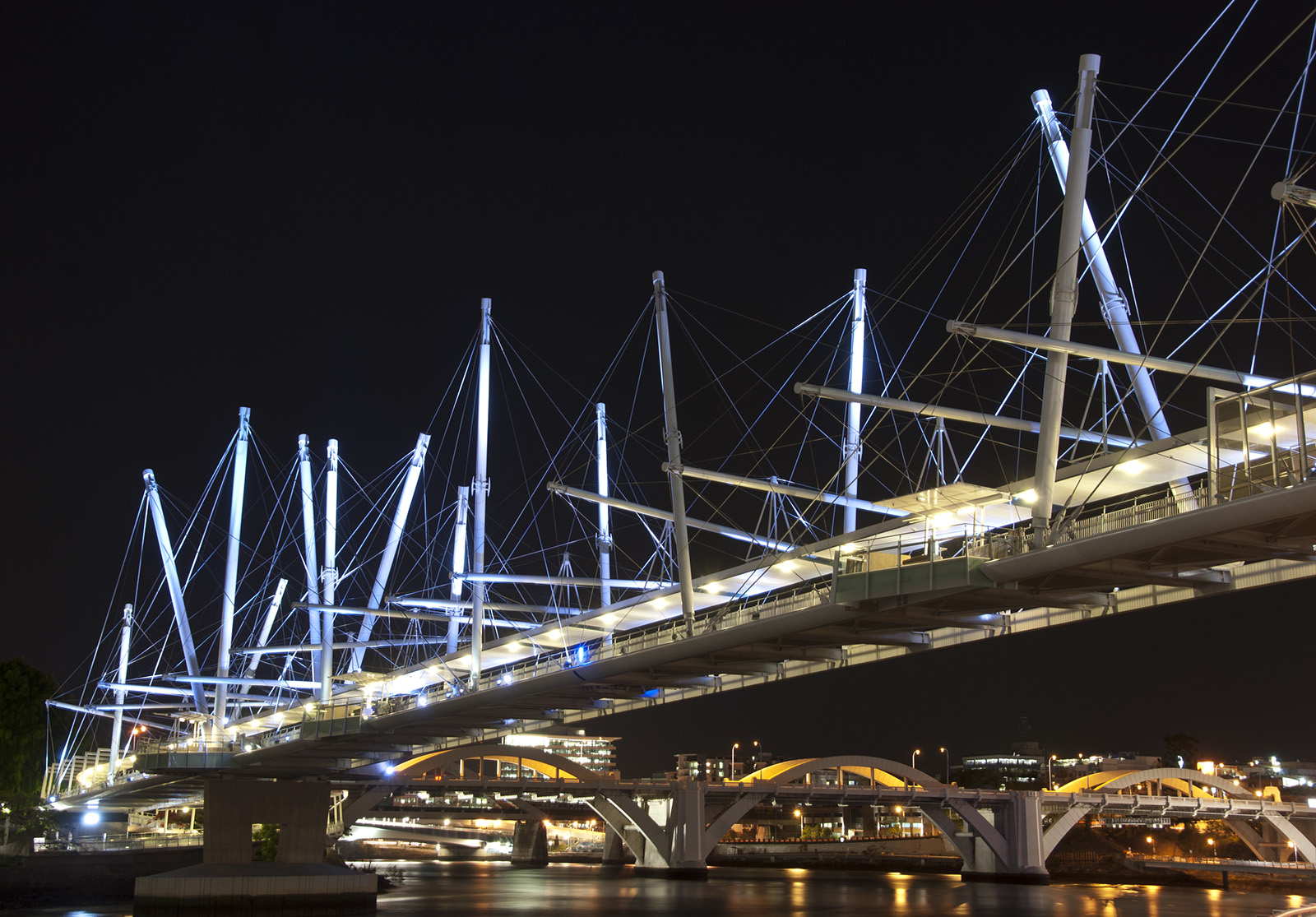
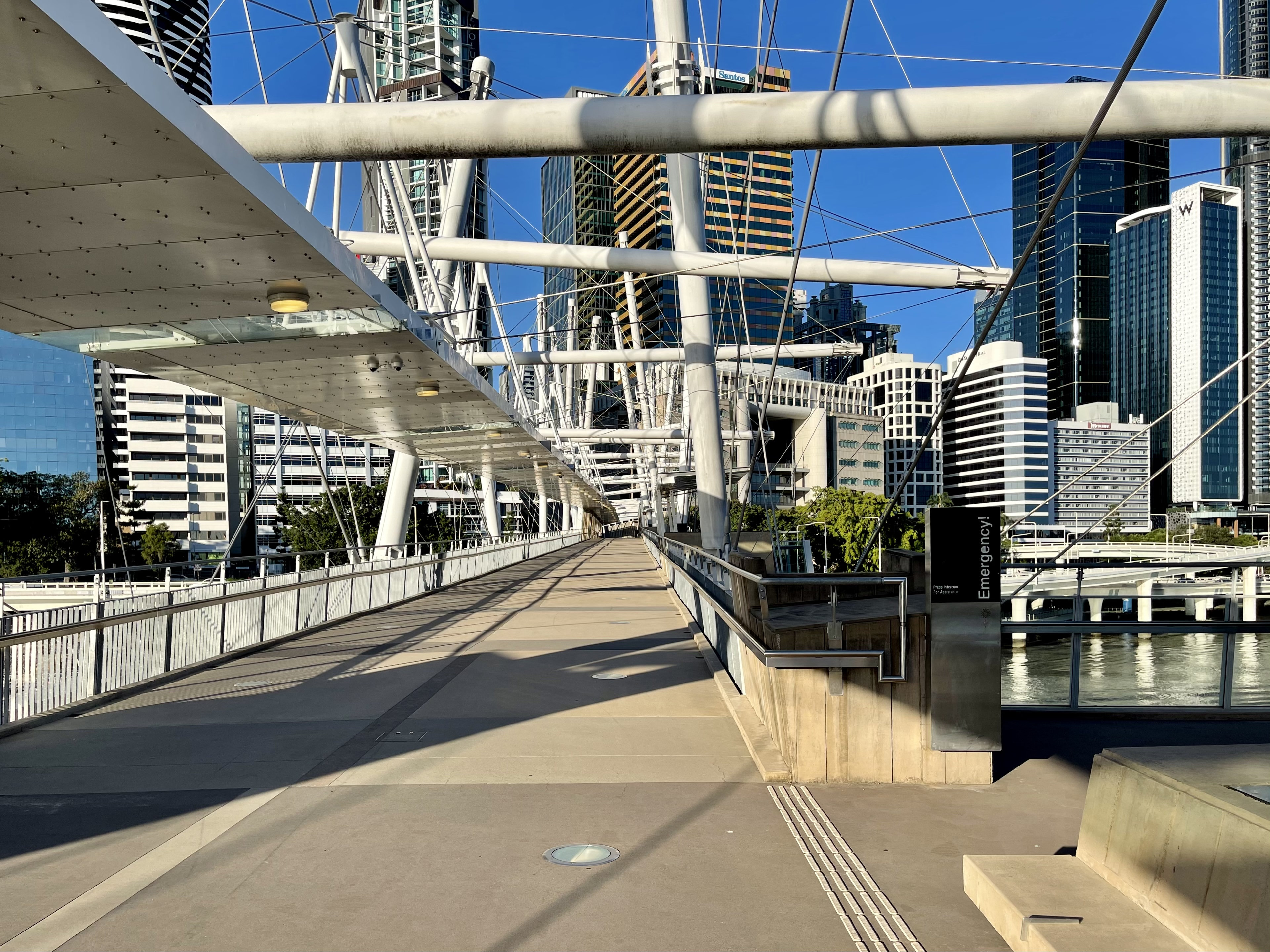
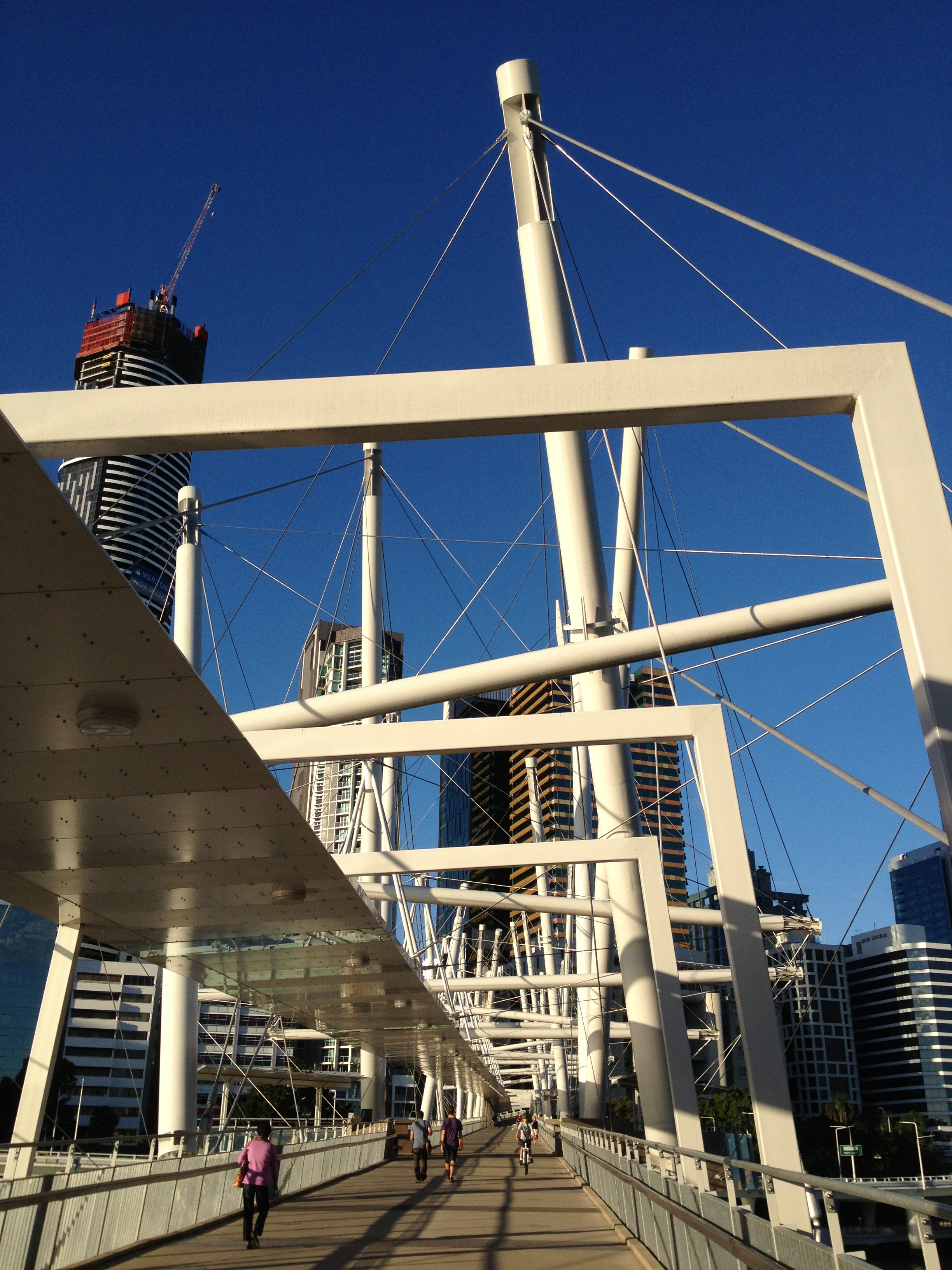
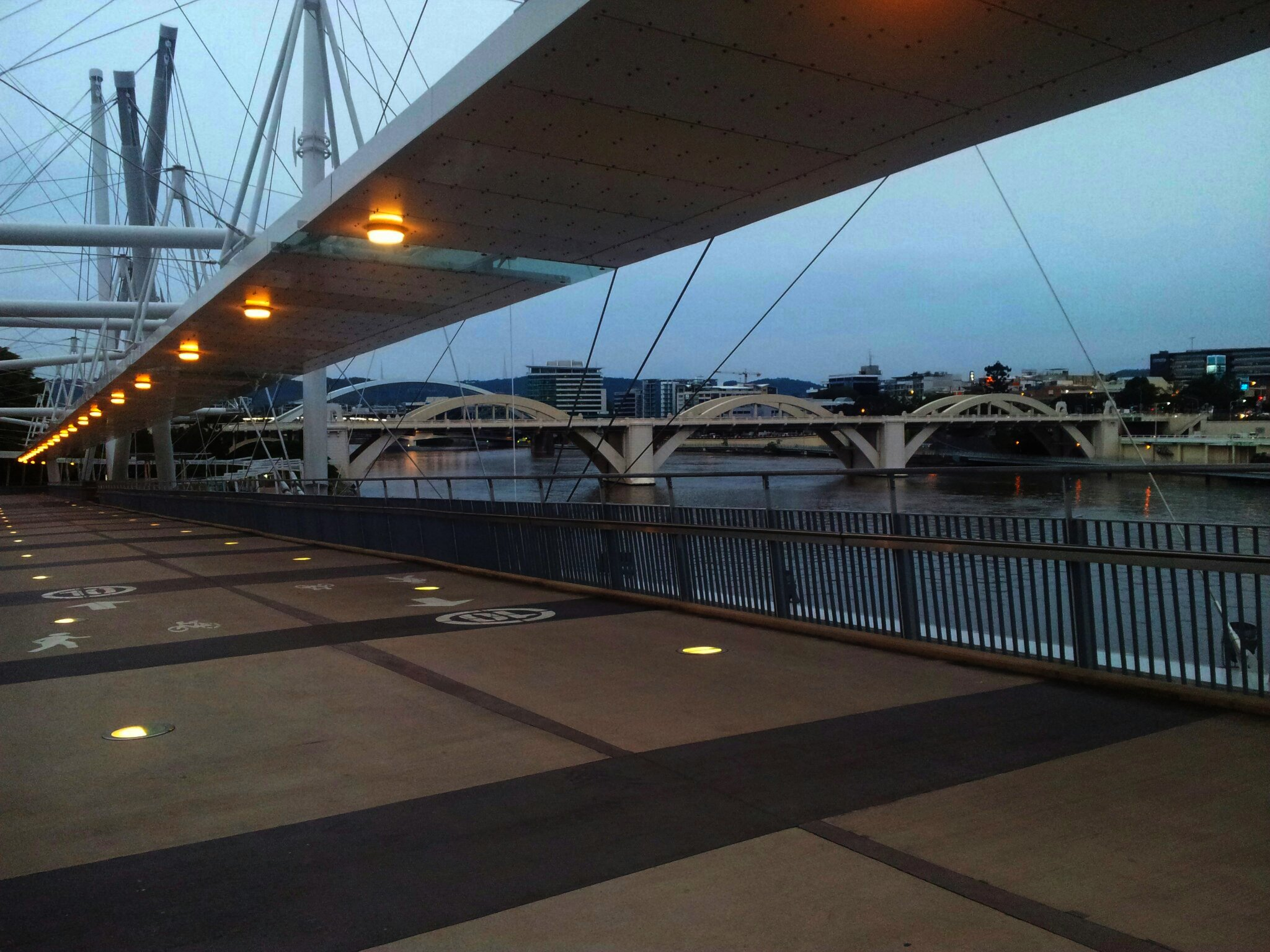
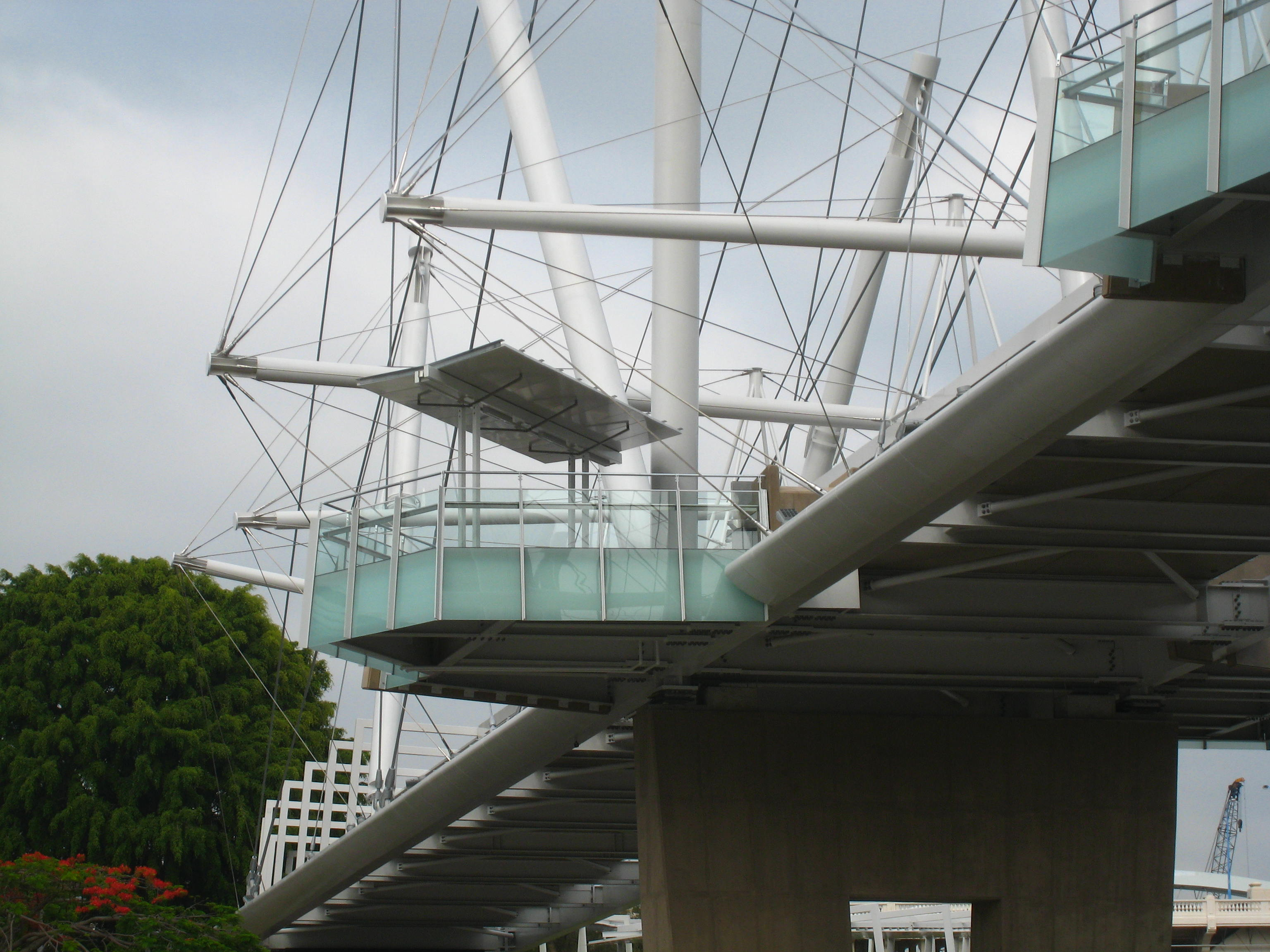
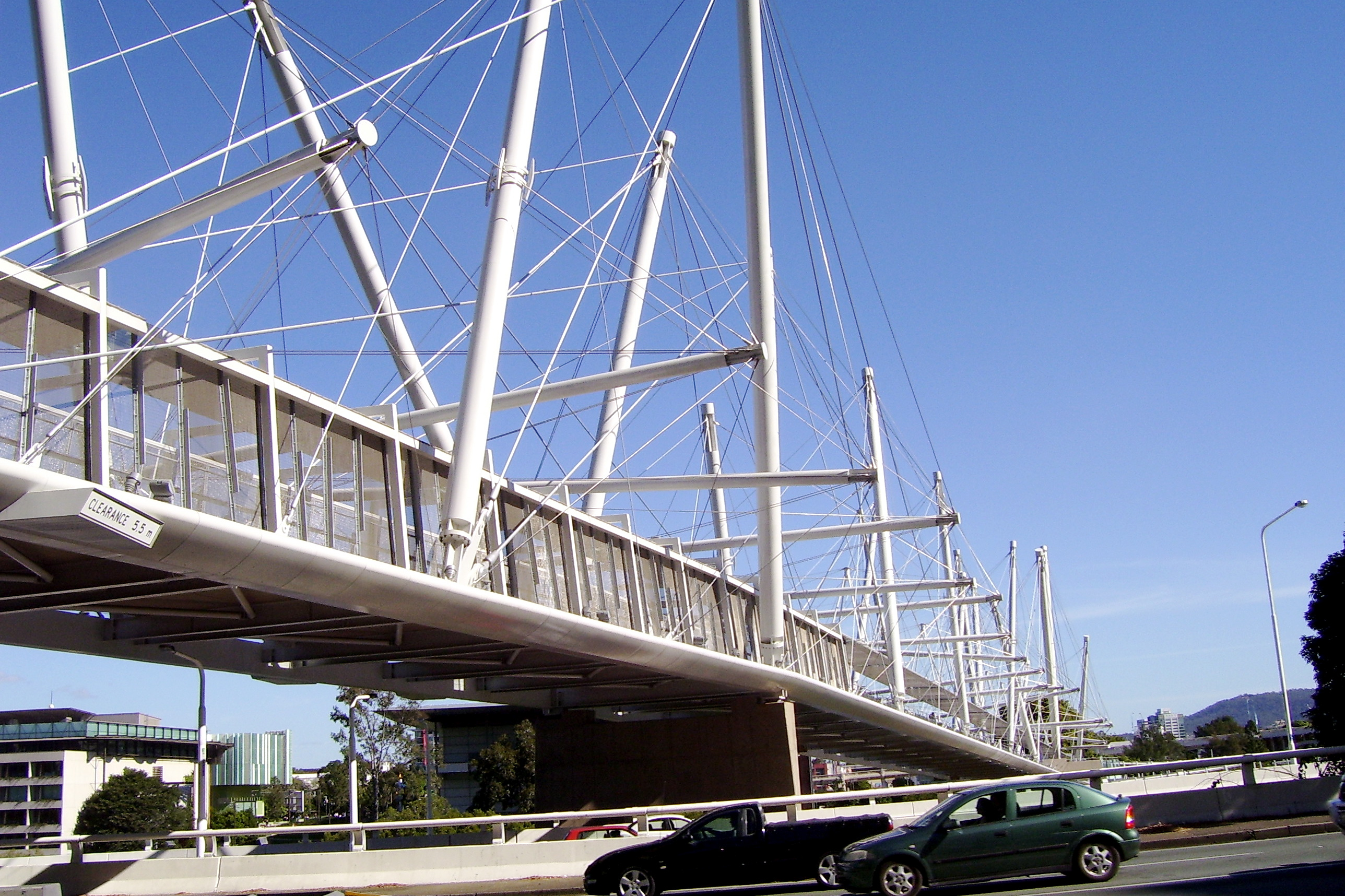
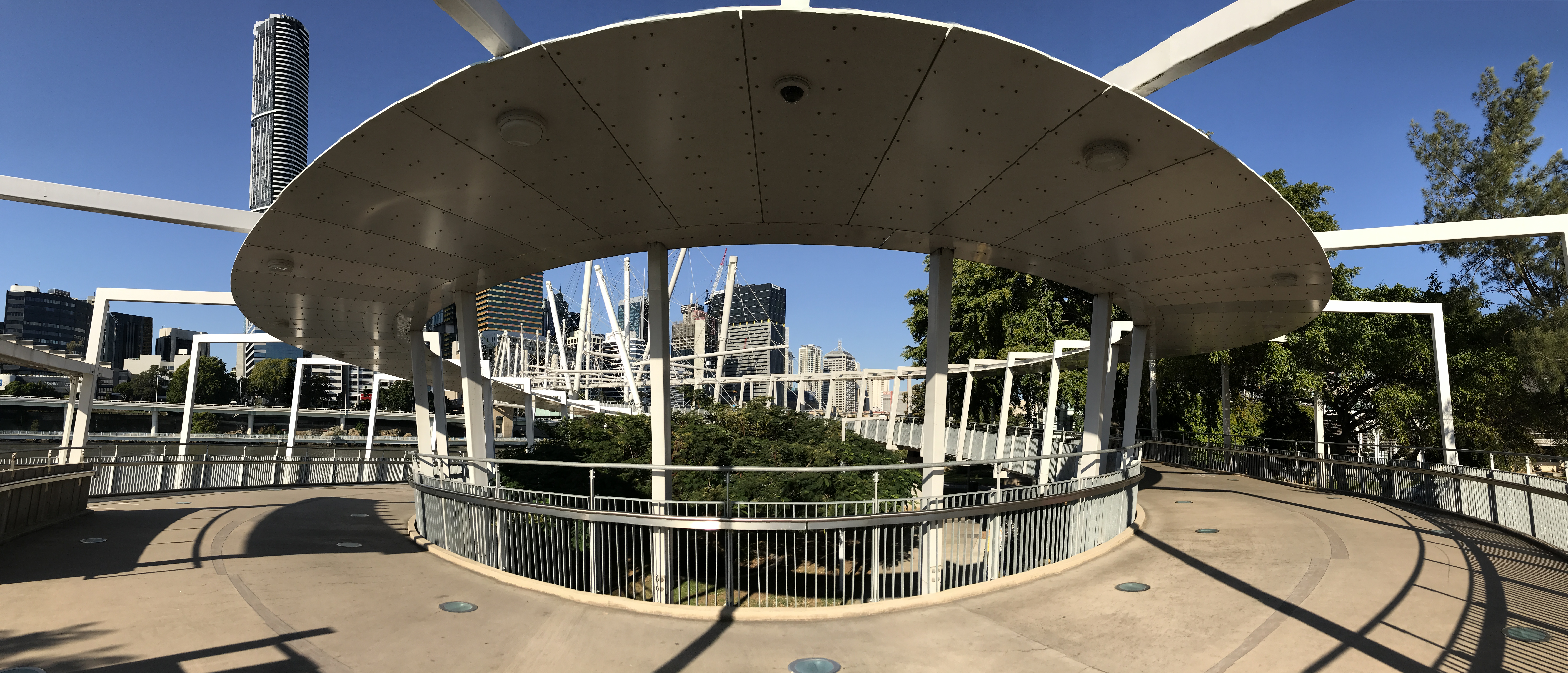
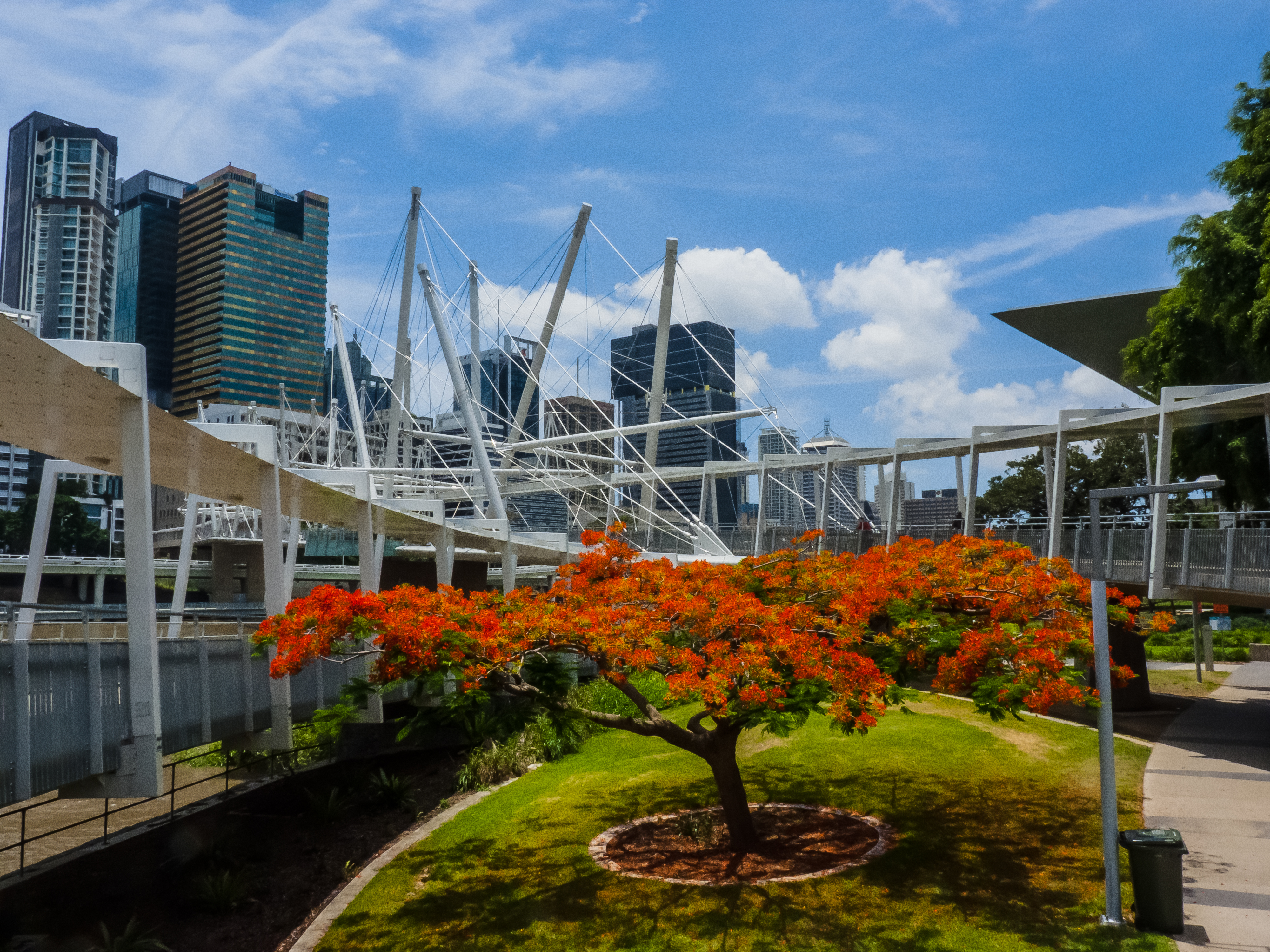
Flammenbaum am Brückeneingang